# Kajetan Schnablegger
Kajetan Schnablegger (auch Cajetan) (* 1. August 1843 in Eisenerz; † 25. Juni 1894 in Raibl/Cave del Predil bei Tarvis/Tarvisio) war ein österreichischer Bergwerks- und Immobilienbesitzer und Politiker.

## Leben
Schnablegger war der Sohn des Besitzers des Blei- und Zinkbergwerks in Raibl Leopold Schnablegger (* 1806; † 4. Dezember 1876) und dessen Ehefrau Elisabeth geborene Paumer. Er war römisch-katholisch und heiratete am 29. Oktober 1873 Emilie Pirker (* 1856; † 7. Juni 1914). Aus der Ehe gingen zwei Söhne und zwei Töchter hervor.
Schnablegger besuchte die Montanschule in Leoben und war dann zunächst von 1867 bis 1873 Bergverwalter in Mieß/Meža (heute Slowenien) und dann Direktor und Besitzer des väterlichen Blei- und Zinkbergwerks in Raibl/Rabelj (heute Italien). Daneben war er Hotel- und Grundstücksbesitzer in Tarvis und Malborgeth. Im Jahr 1892 erwarb er die Gewerkschaft Buchscheiden bei Feldkirchen. Er war Mitglied der Kärntner Handels- und Gewerbekammer.
Von 1874 bis 1894 amtierte er als Bürgermeister von Tarvis.
Vom 6. April 1875 (Nachwahl vom 30. März 1875 nach Rücktritt von Paul Mühlbacher) bis zu seinem Tod am 25. Juni 1894 war er Abgeordneter im Kärntner Landtag. Im Landtag war er  in der
- IV. Wahlperiode von 1875 bis 1877 Mitglied des Verifikations-, des volkswirtschaftlichen und des Bauausschusses
- V. Wahlperiode von 1878 bis 1884 Mitglied des Ausschusses für Bauten und Kommunikation
- VI. Wahlperiode von 1884 bis 1890 Mitglied des Ausschusses für Bauten und Kommunikation
- VII. Wahlperiode von 1890 bis 1894 Mitglied des Ausschusses für Bauten und Kommunikation

Er gehörte dem Klub Deutschliberale an.
Im Jahr 1882 wurde er mit dem Ritterkreuz des Franz-Joseph-Ordens ausgezeichnet. Er ist auf dem Friedhof in Tarvis begraben.